# Nijnevàrtovsk
Nijnevàrtovsk (rus: Нижнева́ртовск pronunciat [nʲɪʐnʲɪˈvartəfsk]) és una ciutat de Khàntia-Mànsia, a Rússia. Amb una població d'uns 250.000 habitants és la segona més poblada de Khàntia-Mànsia darrere de Surgut.
Des de la dècada de 1960, la febre del petroli a la conca petrolífera de la Sibèria occidental va comportar un ràpid creixement de Nijnevàrtovsk, des d'un petit assentament a una ciutat gràcies a la seva situació dins del camp Samotlor a la riba nord de l'Obi. Gràcies a la indústria petroliera, és una de les ciutats més riques de Rússia.

## Història
Nijnevàrtovsk va ser fundada l'any 1909, com a estació de servei per a proporcionar fusta als vaixells del riu Obi. El nou llogarret tenia cinc cases i rebé el nom de Nijnevàrtovskoie (Нижневартовское), en referència al riu Vàrtovskaia, un afluent de l'Obi.
Nijnevàrtovsk va romandre un assentament petit fins a la dècada de 1960 en que les prospeccions van descobrir la magnitud de la conca petrolífera de la Sibèria occidental, un dels jaciments més grans del món. Això va comportar una explosió demogràfica passant de 2.300 habitants (el 1959) a 15.663 (el 1970) i a 241.457  (el 1990). El 9 de març de 1972 va rebre l'estatus de ciutat.

## Clima
Nijnevàrtovsk té clima continental caracteritzat per un llarg hivern i llarg període de cobertura de neu (entre 200 i 210 dies), curtes estacions de transició amb desglaç a la primavera tardana i glaçades a la tardor primerenca, un curt període lliure de gel (entre 100 i 110 dies), i un curt estiu (entre 10 i 14 setmanes). La temperatura mitjana anual és de -0.9 °C. Les seves dures condicions climàtiques fan que legalment tingui unes condicions equivalents a la Rússia del nord.

## Galeria

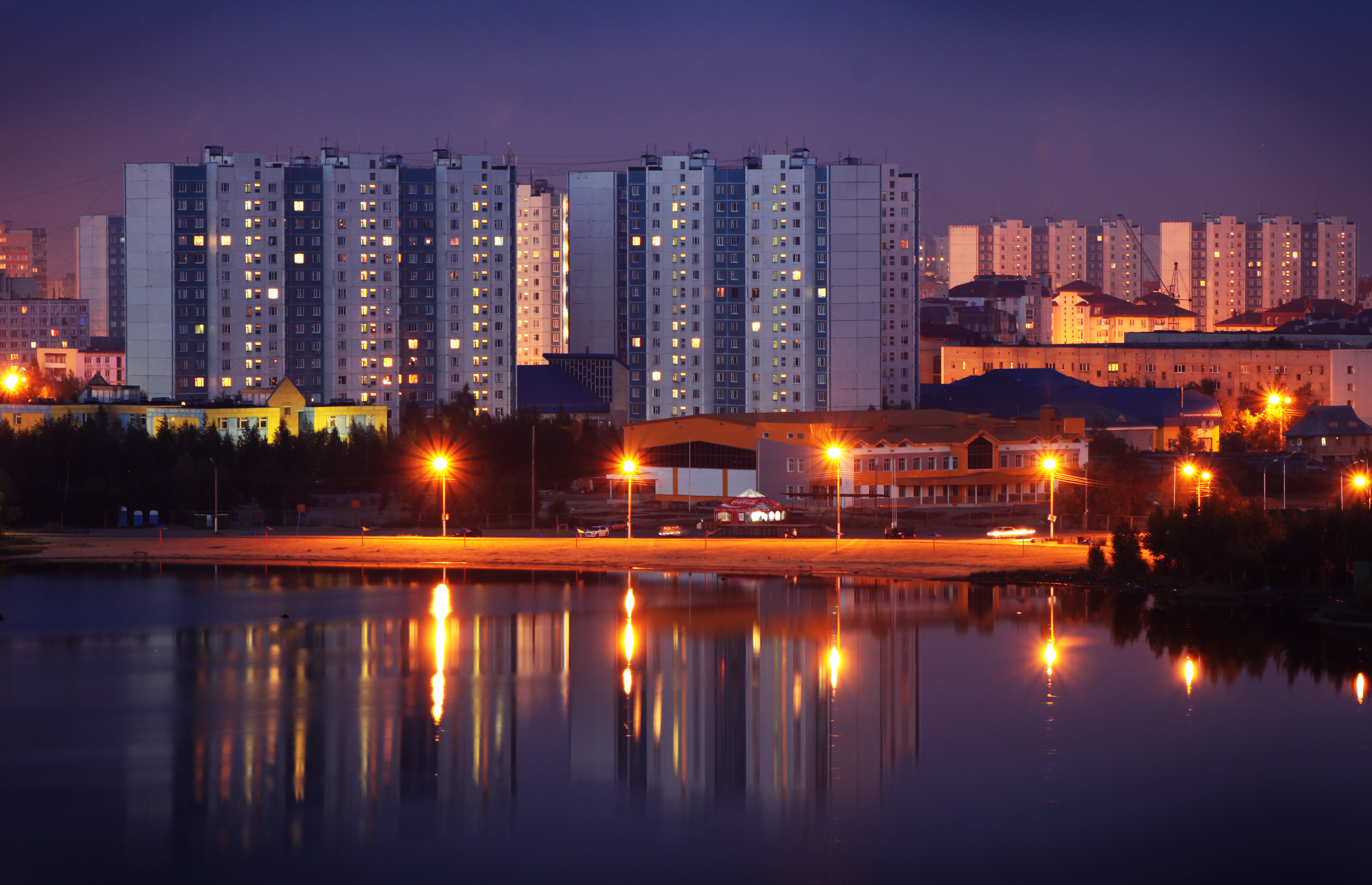
Edificis de la ciutat, prop del llac Komsomólskoie
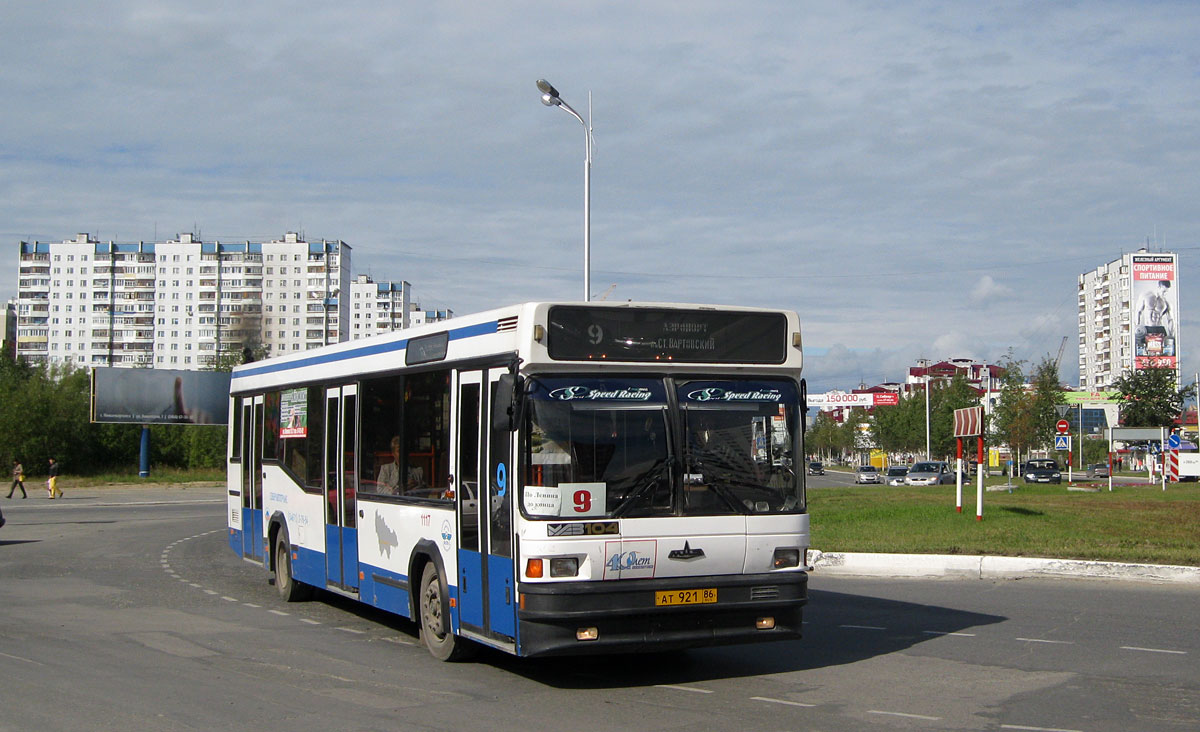
Un autobús urbà
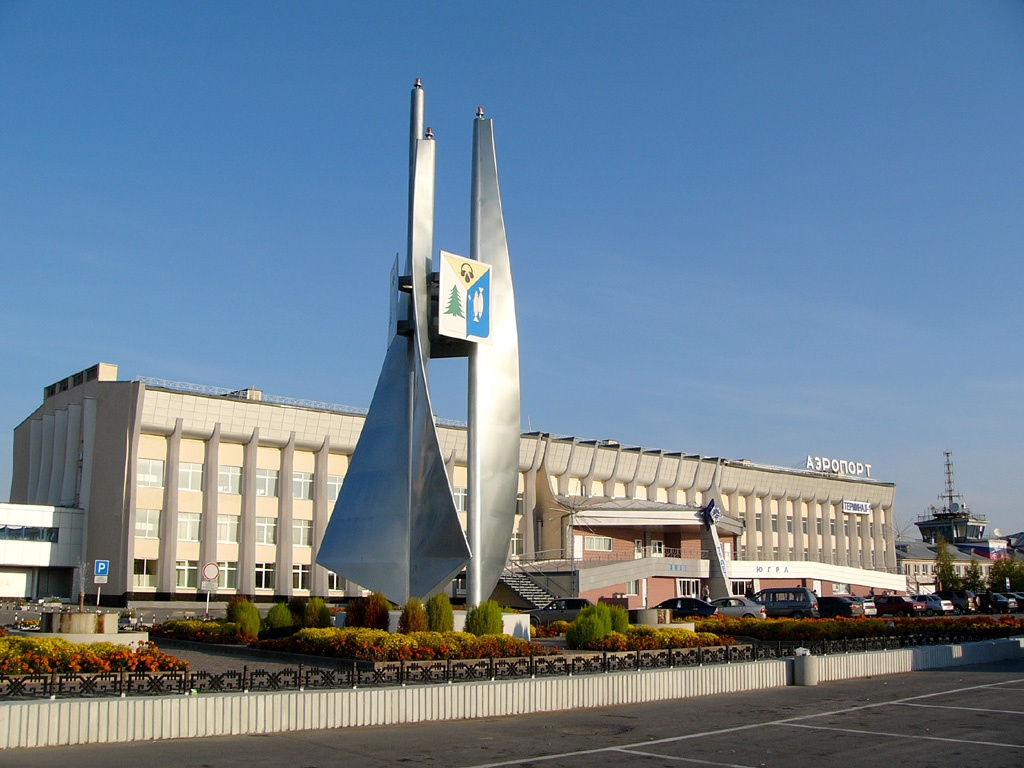
Aeroport de Nijnevàrtovsk
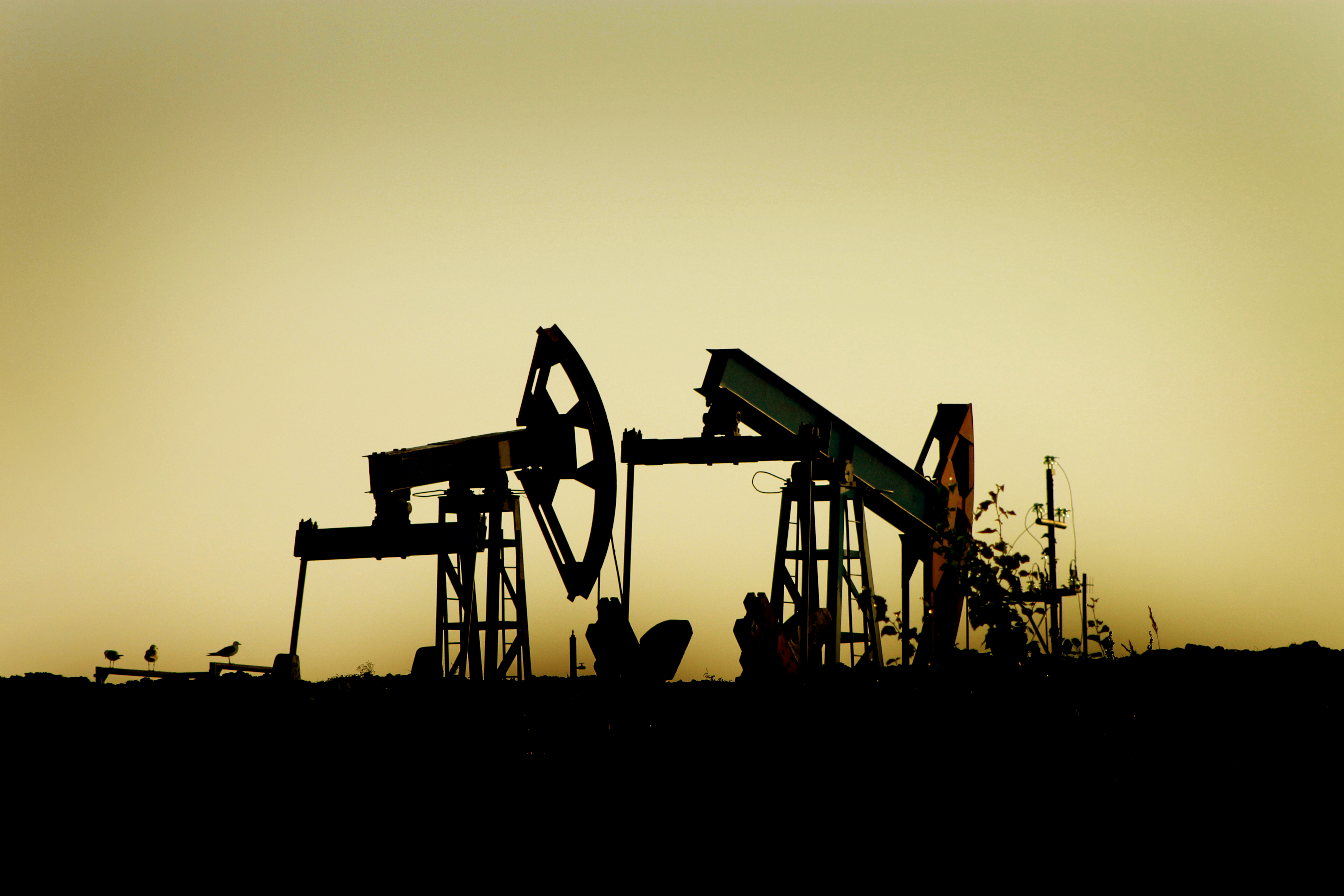
Grues als jaciments del nord, prop del llac Kimilemtor